# Ronde van Frankrijk 2023/Twaalfde etappe

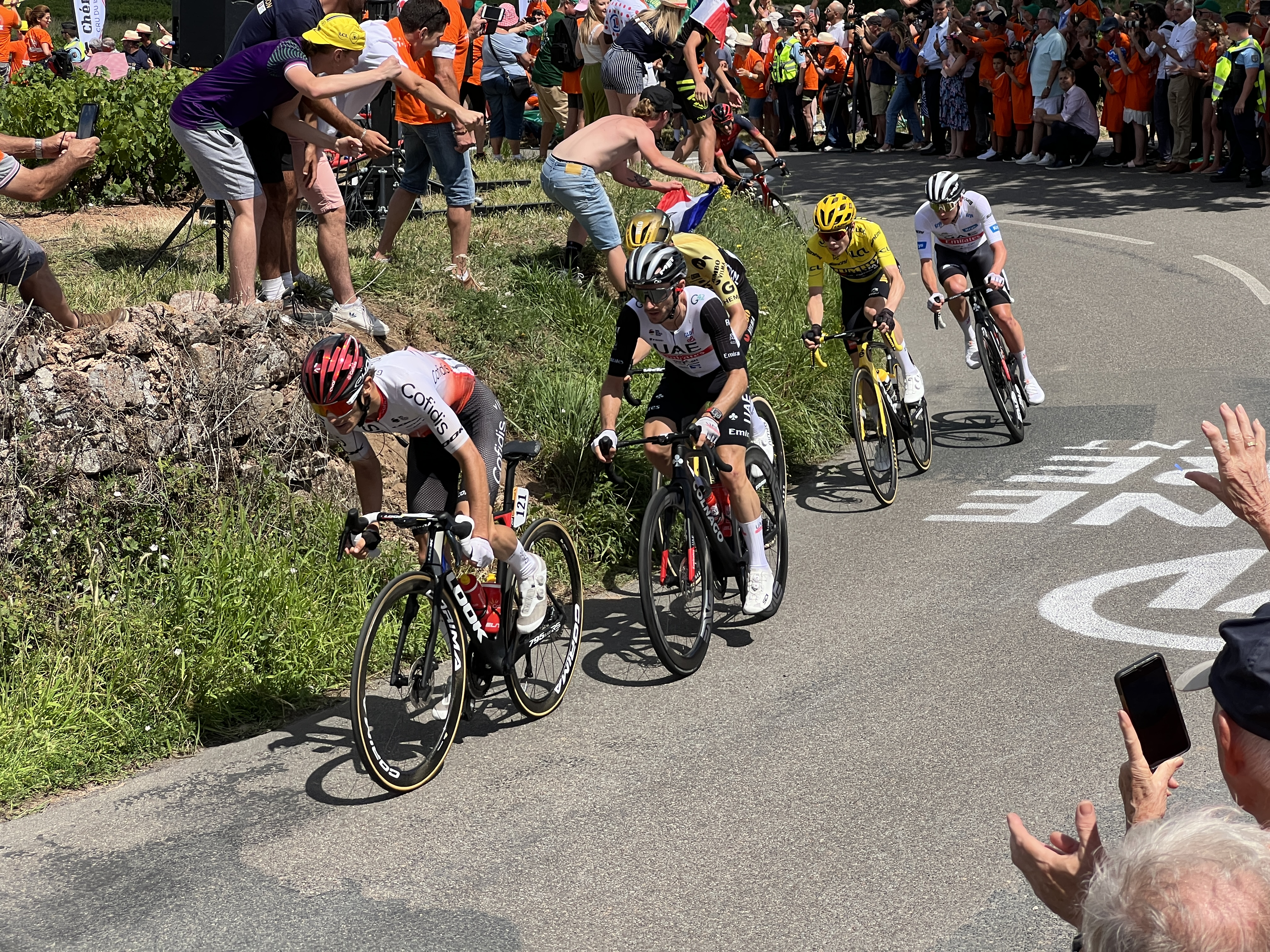
De gele en witte trui in La Chapelle-de-Guinchay

De twaalfde etappe van de Ronde van Frankrijk 2023 was een heuvelrit met een lengte van 168,8 kilometer. De etappe werd verreden op 13 juli met de start in Roanne en de finish in Belleville-en-Beaujolais.

## Parcours
Deze etappe werd gekenmerkt door de vele heuvels met wijngaarden in de Beaujolais. Aan het begin van de etape waren er twee klimmetjes van de derde categorie na 20,5 en 37,9 kilometer, te weten de Côte de Thizy-les-Bourgs en de Col des Écorbans. De tussensprint vond plaats in Régnié-Durette na 93,3 kilometer fietsen. De Col de la Casse-Froide van derde categorie moest worden beklommen na 109,9 kilometer. Hierna volgden nog twee heuvels van de tweede categorie: de Col de la Croix Montmain na 125,0 kilometer en de Col de la Croix-Rosier na 140,4 kilometer. Na de laatste beklimming volgde een afdaling richting de eindstreep in Belleville-en-Beaujolais.

## Verloop
Jon Izagirre heeft de twaalfde etappe gewonnen nadat hij op de laatste klim van de dag was ontsnapt uit een kopgroep.
Aan het begin van de etappe kwam op de top van de côte de Thizy-les Bourgs de Colombiaan Daniel Martínez als eerste boven. In de afdaling van de côte de Thizy-les-Bourgs kwam de Spanjaard David de la Cruz ten val en moest opgeven. Er vormde zich een groep met daarin de Amerikaanse bolletjestruidrager Neilson Powless en de Australiër Ben O'Connor. Op de top van de Col des Écorbans kwam de Italiaan Giulio Ciccone als eerste boven, zesenvijftig seconden voor de achtervolgende groep. In de afdaling ging de Belg Wout van Aert er alleen vandoor en had ongeveer tien seconden voorsprong op de groep gele trui. 
Op de Col du Fût d'Avenas hadden de Belgen Tiesj Benoot en Dylan Teuns een voorsprong van vijftien seconden op de groep gele trui. Meerdere renners sloten aan bij de kopgroep en vormden de eerste echte ontsnapping van de dag. Deze groep bestond uit dertien: de twee Belgen vooraan en Victor Campenaerts, de Nederlander Mathieu van der Poel, de Amerikaan Matteo Jorgenson, de Costa Ricaan Andrey Amador, de Deen Mads Pedersen, de Spanjaard Jon Izagirre, de drie Fransen Mathieu Burgaudeau, Guillaume Martin en Thibaut Pinot, de Noor Tobias Halland Johannessen en de Portugees Ruben Guerreiro. De Fransman Julian Alaphilippe en de Belg Jasper Stuyven (Lidl-Trek) wisten de koplopers te achterhalen bij de tussensprint in Régnié-Durette, gewonnen door Mads Pedersen. De kopgroep bestond nu uit vijftien renners.
Met nog 60 kilometer te gaan was de voorsprong van de koplopers drie minuten op de groep gele trui, vijf minuten op de groep bolletjestrui en bijna twaalf minuten op de groep groene trui. 
Op de top van de Col de la Casse-Froide kwam Guillaume Martin als eerste boven, twee minuten en vijfentwintig seconden voor de groep gele trui en meer dan vijf minuten voor de groep met de bolletjestrui. In de afdaling namen Andrey Amador en Mathieu van der Poel een voorsprong voordat de volgende klim begon: de Col de la Croix Montmain. Aan het begin van de klim hadden van der Poel en Amador dertig seconden voorsprong op de achtervolgende groep. Nadat hij Amador had laten vallen, nam van der Poel de leiding op de top met een voorsprong van 20 seconden en begon alleen aan de beklimming van de Col de la Croix Rosier. Pinot en Jorgenson, die waren weggereden uit de achtervolgende groep, haalden van der Poel in. Met nog drie kilometer te klimmen reden er acht renners voorop, waaronder de Spanjaard Izagirre, die demarreerde. Izagirre kwam als eerste over de top met vijftien seconden voorsprong op de achtervolgers. Met nog dertien kilometer te gaan had de Spanjaard een voorsprong van vijfenveertig seconden. Izagirre profiteerde van de wanorde in de achtervolgende groep en reed onbedreigd naar de overwinning. 

## Uitslag etappe
| Roanne – Belleville-en-Beaujolais (168,8 km) |                            |                        |          |
| Plaats                                       | Naam                       | Ploeg                  | Tijd     |
| 1                                            | Jon Izagirre               | Cofidis                | 3u51'42" |
| 2                                            | Mathieu Burgaudeau         | Team TotalEnergies     | + 58"    |
| 3                                            | Matteo Jorgenson           | Movistar Team          | z.t.     |
| 4                                            | Tiesj Benoot               | Team Jumbo-Visma       | + 1'06"  |
| 5                                            | Tobias Halland Johannessen | Uno-X Pro Cycling Team | + 1'11"  |
| 6                                            | Thibaut Pinot              | Groupama-FDJ           | + 1'13"  |
| 7                                            | Guillaume Martin           | Cofidis                | z.t.     |
| 8                                            | Dylan Teuns                | Israel-Premier Tech    | + 1'27"  |
| 9                                            | Ruben Guerreiro            | Movistar Team          | z.t.     |
| 10                                           | Victor Campenaerts         | Lotto-Dstny            | + 3'02"  |
|                                              |                            |                        |          |
| 17                                           | Lars van den Berg          | Groupama-FDJ           | + 4'14"  |

 –  Mathieu van der Poel was de strijdlustigste renner van de twaalfde etappe.

## Klassementen

### Algemeen klassement
| Algemeen klassement (gele trui) |                  |                    |           |
| Plaats                          | Naam             | Ploeg              | Tijd      |
| Gele trui                       | Jonas Vingegaard | Team Jumbo-Visma   | 50u30'23" |
| 2                               | Tadej Pogačar    | UAE Team Emirates  | + 17"     |
| 3                               | Jai Hindley      | BORA-hansgrohe     | + 2'40"   |
| 4                               | Carlos Rodríguez | INEOS Grenadiers   | + 4'22"   |
| 5                               | Pello Bilbao     | Bahrain-Victorious | + 4'34"   |
| 6                               | Adam Yates       | UAE Team Emirates  | + 4'39"   |
| 7                               | Simon Yates      | Team Jayco AlUla   | + 4'44"   |
| 8                               | Tom Pidcock      | INEOS Grenadiers   | + 5'26"   |
| 9                               | David Gaudu      | Groupama-FDJ       | + 6'01"   |
| 10                              | Thibaut Pinot    | Groupama-FDJ       | + 6'33"   |
|                                 |                  |                    |           |
| 22                              | Wilco Kelderman  | Team Jumbo-Visma   | + 21'35"  |
| 27                              | Wout van Aert    | Team Jumbo-Visma   | + 34'34"  |

### Puntenklassement
| Puntenklassement (groene trui) |                   |                          |        |
| Plaats                         | Naam              | Ploeg                    | Punten |
| Groene trui                    | Jasper Philipsen  | Alpecin-Deceuninck       | 323    |
| 2                              | Mads Pedersen     | Lidl-Trek                | 179    |
| 3                              | Bryan Coquard     | Cofidis                  | 178    |
| 4                              | Wout van Aert     | Team Jumbo-Visma         | 120    |
| 5                              | Jordi Meeus       | BORA-hansgrohe           | 96     |
| 6                              | Dylan Groenewegen | Team Jayco AlUla         | 92     |
| 7                              | Tadej Pogačar     | UAE Team Emirates        | 90     |
| 8                              | Biniam Girmay     | Intermarché-Circus-Wanty | 90     |
| 9                              | Victor Lafay      | Cofidis                  | 80     |
| 10                             | Caleb Ewan        | Lotto-Dstny              | 75     |

### Bergklassement
| Bergklassement (bolletjestrui) |                            |                        |        |
| Plaats                         | Naam                       | Ploeg                  | Punten |
| Bolletjestrui                  | Neilson Powless            | EF Education-EasyPost  | 46     |
| 2                              | Tobias Halland Johannessen | Uno-X Pro Cycling Team | 30     |
| 3                              | Felix Gall                 | AG2R-Citroën           | 28     |
| 4                              | Ruben Guerreiro            | Movistar Team          | 24     |
| 5                              | Giulio Ciccone             | Lidl-Trek              | 22     |
| 6                              | Michael Woods              | Israel-Premier Tech    | 20     |
| 7                              | Tadej Pogačar              | UAE Team Emirates      | 19     |
| 8                              | Jai Hindley                | BORA-hansgrohe         | 19     |
| 9                              | Daniel Martínez            | INEOS Grenadiers       | 18     |
| 10                             | Jonas Vingegaard           | Team Jumbo-Visma       | 18     |
|                                |                            |                        |        |
| 12                             | Wout van Aert              | Team Jumbo-Visma       | 15     |
| 19                             | Mathieu van der Poel       | Alpecin-Deceuninck     | 9      |

### Jongerenklassement
| Jongerenklassement (witte trui) |                            |                        |            |
| Plaats                          | Naam                       | Ploeg                  | Tijd       |
| Witte trui                      | Tadej Pogačar              | UAE Team Emirates      | 50u30'40"  |
| 2                               | Carlos Rodríguez           | INEOS Grenadiers       | + 4'05"    |
| 3                               | Tom Pidcock                | INEOS Grenadiers       | + 5'09"    |
| 4                               | Felix Gall                 | AG2R-Citroën           | + 9'29"    |
| 5                               | Mattias Skjelmose Jensen   | Lidl-Trek              | + 27'26"   |
| 6                               | Mathieu Burgaudeau         | Team TotalEnergies     | + 37'40"   |
| 7                               | Tobias Halland Johannessen | Uno-X Pro Cycling Team | + 46'50"   |
| 8                               | Matteo Jorgenson           | Movistar Team          | + 55'27"   |
| 9                               | Matis Louvel               | Arkéa-Samsic           | + 1u18'29" |
| 10                              | Maxim Van Gils             | Lotto-Dstny            | + 1u20'39" |
|                                 |                            |                        |            |
| 12                              | Lars van den Berg          | Groupama-FDJ           | + 1u31'34" |

### Ploegenklassement
| Ploegenklassement |                    |            |
| Plaats            | Ploeg              | Tijd       |
|                   | Bahrain-Victorious | 151u46'08" |
| 2                 | INEOS Grenadiers   | + 1'18"    |
| 3                 | Team Jumbo-Visma   | + 1'52"    |
| 4                 | AG2R-Citroën       | + 13'58"   |
| 5                 | Groupama-FDJ       | + 16'11"   |

## Uitvallers
- Fabio Jakobsen (Soudal Quick-Step): Niet gestart in de 12e etappe, door naweeën van zware val in de 4e etappe.
- David de la Cruz (Astana Qazaqstan): Opgave na harde val tijdens de etappe.

1e etappe ·
2e etappe ·
3e etappe ·
4e etappe ·
5e etappe ·
6e etappe ·
7e etappe ·
8e etappe ·
9e etappe ·
10e etappe ·
11e etappe ·
12e etappe ·
13e etappe ·
14e etappe ·
15e etappe ·
16e etappe ·
17e etappe ·
18e etappe ·
19e etappe ·
20e etappe ·
21e etappe
Startlijst · Eindstanden · Afbeeldingen